# رینگلینگ (اکلاهما)
رینگلینگ(به انگلیسی: Ringling) شهری در ایالت اکلاهما کشور ایالات متحده آمریکا است که جمعیت آن در سرشماری سال ۲۰۱۰ میلادی، ۱٬۰۳۷ نفر بوده‌است.